# コロナグラフ

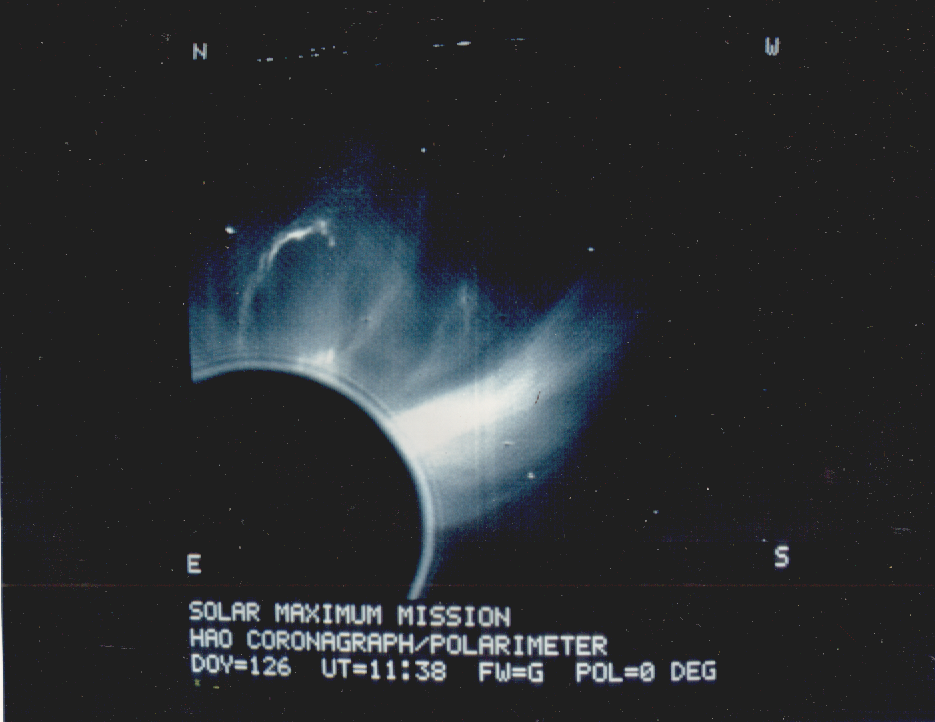
コロナグラフによって観測された太陽コロナ

コロナグラフとは、太陽コロナを常時観測できるように設計された望遠鏡、または観測装置。近年では、太陽以外の恒星の観測に用いられる恒星コロナグラフも存在する。

## 概要
焦点面に太陽像と同じ直径の遮光円盤を置くことで、太陽面からの明るい光を遮り、弱いコロナの光を観測できるようにしている。同じような装置としては、プロミネンスグラフやプロミネンスアイピースが開発されている。
遮光円盤がないと、太陽面が明るすぎてコロナは見えない。日食時には月が太陽面を隠すためコロナが観測できるが、コロナグラフは人工的に日食を起こしていると思えばよい。

## 運用
地球軌道は、太陽を中心としたとき、僅かであるが楕円軌道を描いている。離心率にして、0.0167であるため、1.67％程度。太陽からの距離にして、約3％程度の軌道半径が異なる。そのため、約3％程度視直径が変化する。このため、コロナグラフやプロミネンスグラフを用いて、太陽表面活動を観察する際には、遮光円盤を取り替えて観測する必要がある。
日食では、月及び太陽からの距離によって、金環日食や皆既日食が観測できるが、本装置の場合には、コロナ観測を目的としているため、遮光円盤を取り替える必要がある。遮光円盤は、リングフィルターや三角錐状の遮光器具から出来ている。

## 恒星コロナグラフ

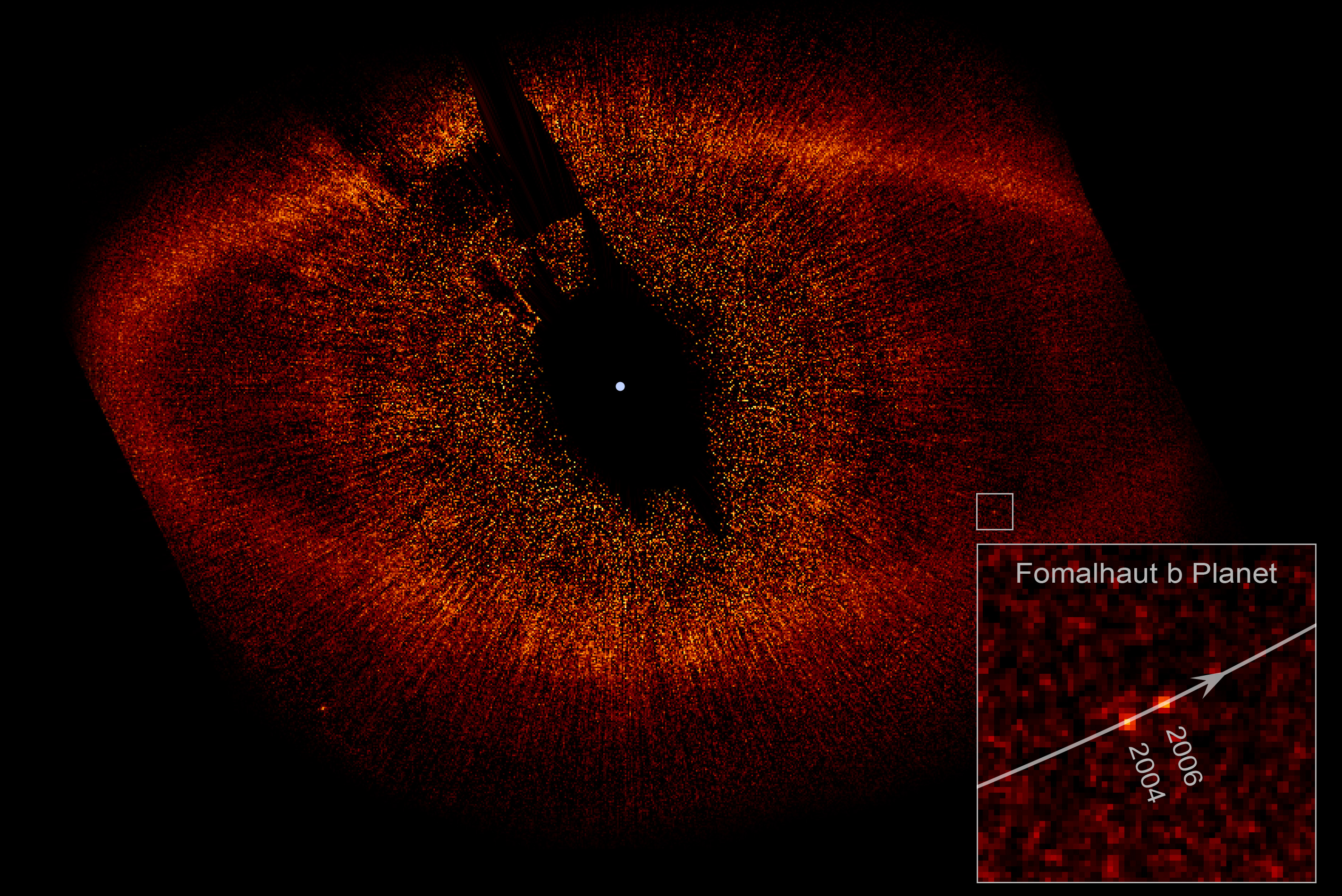
ハッブル宇宙望遠鏡のコロナグラフにより観測されたフォーマルハウトと惑星b

同様の原理を恒星に対して応用したものが恒星コロナグラフである。遮光円盤によって中心の恒星が放つ光を遮り、恒星近傍の太陽系外惑星や原始惑星系円盤を直接観測するために用いられる。国立天文台すばる望遠鏡に搭載されているCIAOがその一例である。

### 自然現象
- 日食

### 観測対象
- 太陽 - フレア現象 - プロミネンス現象 - コロナ
- 太陽系外惑星
- 原始惑星系円盤

### 機器
- 天体望遠鏡

### 運用施設
- 国立天文台
  - 国立天文台三鷹キャンパス
  - 国立天文台ハワイ観測所すばる望遠鏡